# Christian Sell (Maler, 1854)
Christian Wilhelm Sell, auch Christian Sell der Jüngere (* 24. oder 26. August 1854 in Düsseldorf; † 1925 in Gotha), war ein deutscher Schlachten- und Militärmaler der Düsseldorfer Schule.

## Leben

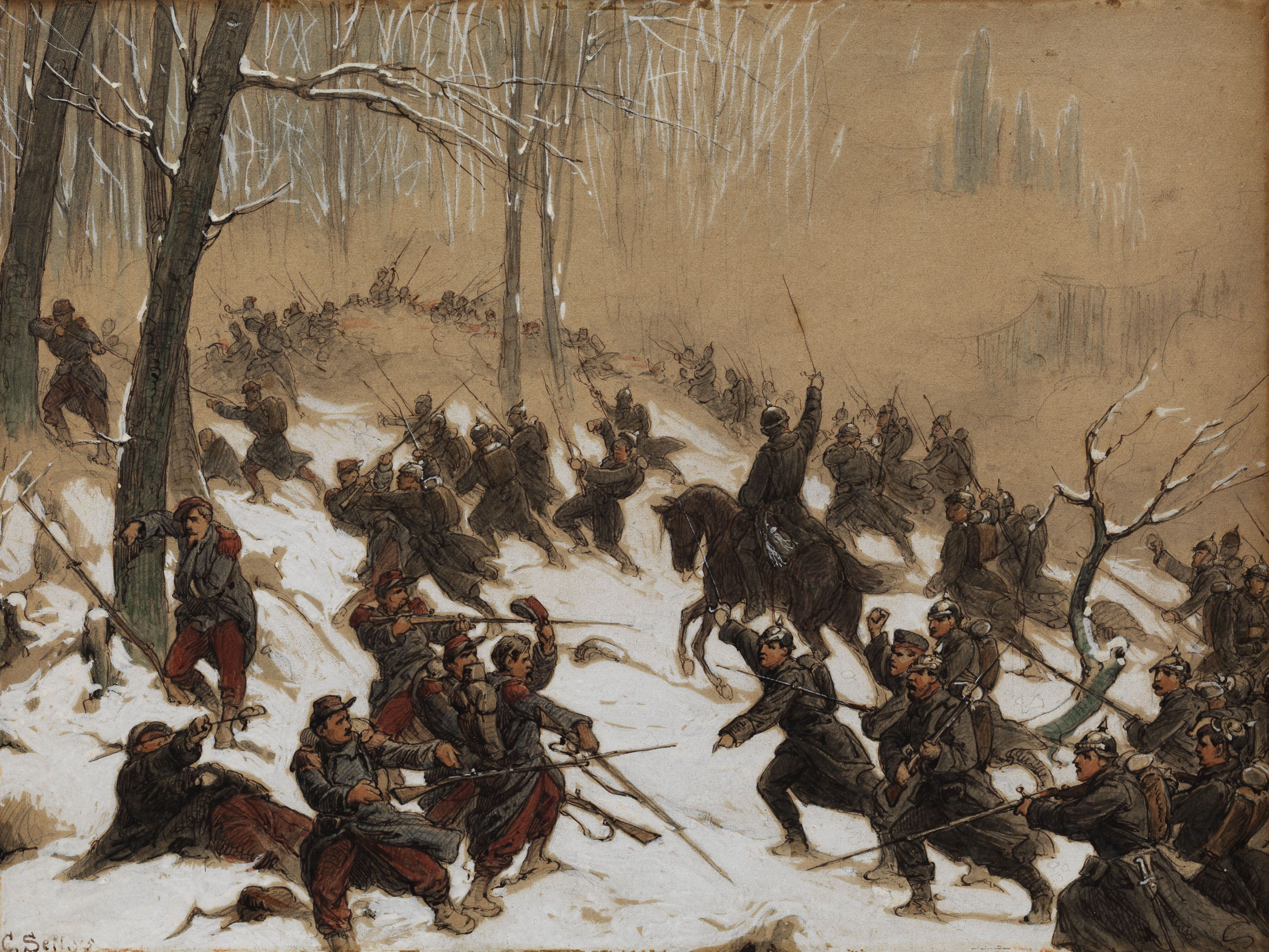
Winterliche Kriegsszene 1870/71, 1895

Christian Sell wurde als Sohn des Historien- und Schlachtenmalers Christian Sell des Älteren in Düsseldorf geboren. In den Jahren 1873 bis 1880 besuchte er die Kunstakademie Düsseldorf. Dort wurde er Schüler der Maler Andreas Müller und Heinrich Lauenstein (Elementarklasse), Karl Müller (Antikenklasse) und Peter Janssen des Älteren (Antiken- und Naturklasse). Eine mehrmonatige Unterbrechung erfuhr sein Kunststudium in den Jahren 1877 und 1878 durch die Einberufung zum Militärdienst.
Wie sein Vater schuf er zahlreiche Schlachten- und Kriegsdarstellungen, insbesondere aus dem Deutsch-Französischen Krieg.